# New Girl / ダサかわ女子と三銃士
『New Girl / ダサかわ女子と三銃士』（原題：New Girl）は、アメリカのFoxで2011年9月20日に初回放送されたシットコムである。2011年9月28日、2話放送後フォックス放送は初期の13話から11話分追加発注したと発表した。よってシーズン1は24話となった。
『New Girl / ダサかわ女子と三銃士』は特にズーイー・デシャネルの演技が、多くの批評家から好意的な評価を受けている。2011年12月15日、番組はゴールデングローブ賞のコメディ部門作品賞、デシャネルは女優賞にノミネートされた。

## 内容
同居していた彼氏の浮気現場に遭遇し別れた、20代後半の女性ジェシカ・"ジェス"・デイ(ズーイー・デシャネル)を中心に展開する。別れた後、バーテンダーのニック、広告代理店に勤めるシュミットと元バスケットボール選手のウィンストンの3人が住んでいるアパートに引っ越す。監視役としてストリート・モデルのジェスの友人シシもたびたび登場する。

## キャストと登場人物

### メイン・キャスト
ジェシカ・"ジェス"・デイ
演：ズーイー・デシャネル（吹き替え：）
"new girl"となる主人公。かわいく陽気な20代後半(ただし最新シーズンでは30歳過ぎ)の教師。同居していた彼氏の浮気現場に遭遇して、Craigslistで見つけた3人の男たちが住むアパートに引っ越してくる。かなりマイペースで恋愛経験が元カレしかない為異性を意識すると奇妙な行動をとってしまい、少し変わり者(即興で歌を歌う、服の趣味が悪い等)であるが常識的な態度をとることもあるなど根っからの変人ではない。
ニック・ミラー
演：ジェイク・ジョンソン（吹き替え：）
ジェスの新しいルームメイトの1人。ニックは最近恋人と別れたバーテンダー。30代でシカゴ出身である。生年は1981年か1982年。大学の法律学科を3学期で退学した。
子供のころから気難しい性格で、常に何かに腹を立てている。アメフト好き。
シュミット
演：マックス・グリーンフィールド（吹き替え：）
ジェスの新しいルームメイトの1人。ナルシストで女たらしだが、同居人の中では一番綺麗好きで家事全般をこなす。仕事でもある程度の成功を得ている。職場には男性の従業員が自分しかいないため、女性の同僚からよくからかわれている。また、会話に下ネタを多用するため、そのことについても周囲から顰蹙を買っている。ニックとは大学の寮で知り合った。
ウィンストン・ビショップ
演：ラモーネ・モリス（吹き替え：）
ジェスの新しいルームメイトで、2話からラトビアのバスケットボールチームから引退し、帰国してきた。いろいろな職にチャレンジするが中々うまく行かず常に金欠気味である。そのことで子供時代からの親友であるニックと衝突することもしばしば。
長い間アメリカを離れていたため、世間知らずな面が目立つ。また、元スポーツ選手らしく楽観的で負けず嫌いな性格である。
シシ・メイヤーズ
演：ハンナ・シモン（吹き替え：）
ジェスの子供の頃からの親友でモデル。母親が碌でもない人間(シシ曰く)だったので、祖母の手で育てられた。故におばあちゃんっ子である。好ましくない人間には辛辣であるが、ジェスのことは非常に大事に思っており、新しい同居人である3人に『ジェスに何かしたら許さない』と釘を刺す。シュミットに惚れられており、その度に得意の毒舌でかわしているが…。

## エピソード一覧
| シーズン | シーズン | エピソード | 米国での放送日 | 米国での放送日 |
| シーズン | シーズン | エピソード | 初回           | 最終回         |
| -------- | -------- | ---------- | -------------- | -------------- |
|          | 1        | 24         | 2011年9月20日  | 2012年5月8日   |
|          | 2        | 25         | 2012年9月25日  | 2013年5月14日  |
|          | 3        | 23         | 2013年9月17日  | 2014年5月6日   |
|          | 4        | 22         | 2014年9月16日  | 2015年5月5日   |
|          | 5        | 22         | 2016年1月5日   | 2016年5月10日  |
|          | 6        | 22         | 2016年9月20日  | 2017年4月4日   |
|          | 7        | 8          | 2018年4月10日  | 2018年5月15日  |

## リリース

### オンライン
第一話はアメリカ合衆国でHulu Plus、TiVoやiTunesから9月20日の放送前に無料で配信された。 

### 日本
日本では2012年4月22日にFOXチャンネルで初回が字幕版で放送された。

## 外部サイト
- 公式ウェブサイト（英語）
- 公式ウェブサイト（日本語）
- New Girl (NewGirlonFOX) - Facebook
- New Girl (@NEWGIRLonFOX) - X（旧Twitter）
- New Girl - IMDb（英語）